# 계월향
계월향(桂月香, 생년 미상 ~ 1592년)은 조선시대의 평양의 명기이다. 흔히 평양의 논개라고 알려져 있다.
당시 평안도 병마절도사 김을서의 애첩으로, 임진왜란에 왜장 고니시 유키나가의 부장에게 몸을 더럽히게 되자, 적장을 속여 김응서로 하여금 적장의 목을 베게 한 후 자결하였다. 적장에 관해서는 소서비(小西飛)이라는 이야기가 있지만, 일본측 기록에는 소서비 즉 나이토 조안은 1626년 필리핀 마닐라에서 임종했다.

## 계월향을 연기한 배우
- 김지미 - 《평양 기생 계월향》 (영화, 1962년)
- 정윤희 - 《임진왜란과 계월향》 (영화, 1977년)
- 강수연 - 《이화에 월백하고》 (KBS2 드라마, 1986년)